# Юксалиш
Юксалиш (узб. Yuksalish / Юксалиш) — посёлок городского типа, расположенный на территории Зарбдарского района Джизакской области Республики Узбекистан.

Статус посёлка городского типа с 2009 года.